# Agustín Hausch
Agustín Hausch (Baradero, 21 maggio 2003) è un calciatore argentino, attaccante del Defensa y Justicia.

## Carriera

### Club
Cresciuto nel settore giovanile del San Lorenzo, debutta in prima squadra il 22 febbraio 2020 in occasione dell'incontro di Primera División perso 1-0 contro il Racing Club.

### Nazionale
Ha giocato nella nazionale argentina Under-16.

## Statistiche

### Presenze e reti nei club
Statistiche aggiornate al 7 aprile 2025.
| Stagione           | Squadra            | Campionato         | Campionato | Campionato | Coppe nazionali | Coppe nazionali | Coppe nazionali | Coppe continentali | Coppe continentali | Coppe continentali | Altre coppe | Altre coppe | Altre coppe | Totale | Totale |
| Stagione           | Squadra            | Comp               | Pres       | Reti       | Comp            | Pres            | Reti            | Comp               | Pres               | Reti               | Comp        | Pres        | Reti        | Pres   | Reti   |
| ------------------ | ------------------ | ------------------ | ---------- | ---------- | --------------- | --------------- | --------------- | ------------------ | ------------------ | ------------------ | ----------- | ----------- | ----------- | ------ | ------ |
| 2019-2020          | San Lorenzo        | PD                 | 1          | 0          | CA+CdS+CM       | 0+0+3           | 0               | -                  | -                  | -                  | -           | -           | -           | 4      | 0      |
| 2021               | San Lorenzo        | PD                 | 4          | 0          | CA+CdL          | 0               | 0               | CL+CS              | 0+1                | 0                  | -           | -           | -           | 5      | 0      |
| 2022               | San Lorenzo        | PD                 | 1          | 0          | CA+CdL          | 0               | 0               | -                  | -                  | -                  | -           | -           | -           | 1      | 0      |
| 2023               | San Lorenzo        | PD                 | 0          | 0          | CA+CdL          | 0+4             | 0               | CS                 | 0                  | 0                  | -           | -           | -           | 4      | 0      |
| 2024               | San Lorenzo        | PD                 | 0          | 0          | CA+CdL          | 0               | 0               | CL                 | 0                  | 0                  | -           | -           | -           | 0      | 0      |
| Totale San Lorenzo | Totale San Lorenzo | Totale San Lorenzo | 6          | 0          |                 | 7               | 0               |                    | 1                  | 0                  |             | -           | -           | 14     | 0      |
| 2025               | Defensa y Justicia | PD                 | 1          | 0          | CA              | 1               | 0               | CS                 | 0                  | 0                  | -           | -           | -           | 2      | 0      |
| Totale carriera    | Totale carriera    | Totale carriera    | 7          | 0          |                 | 8               | 0               |                    | 1                  | 0                  |             | -           | -           | 16     | 0      |